# Chiesa di San Savino (Faenza)
La chiesa di San Savino sorge a Faenza, alla fine del corso Mazzini in direzione di Imola.
Oggi inglobata della parrocchia della Beata Vergine del Paradiso, la chiesa di San Savino viene usata per le funzioni religiose ortodosse.